# نادر داوودی
نادر داوودی عکاس ایرانی متولد ۱۳۴۱ است.

## زندگی‌نامه
داوودی فارغ‌التحصیل کارشناسی ارشد در رشتهٔ علوم ارتباطات از دانشگاه علامه طباطبایی است و بیشترین فعالیتش در حوزهٔ عکاسی مطبوعات بوده‌است. داوودی به صورت مستقل عکاسی می‌کند و گهگاه عکس‌هایش را برای استفاده در اختیار رسانه‌های جمعی قرار می‌دهد. از سال ۱۳۷۱ تا ۱۳۸۱ ناشر نشریهٔ تماشاگران بوده‌است و بیشتر وقتش را بر فیلم‌سازی مستند و کار روی پروژه‌های عکاسی متمرکز کرده‌است. نادر داوودی همچنین بیش از ده سال مدیر مسئول مجلهٔ «تماشاگران» بوده و بیشتر از هشت سال با خبرگزاری جمهوری اسلامی ایران همکاری داشته‌است. او همچنین با بانک جهانی عکس همکاری داشته‌است و یکی از بنیانگذاران انجمن صنفی عکاسان مطبوعاتی ایران است. داوودی کارشناسی رشته باستان‌شناسی را نیز دارد. او بر روی پروژه‌هایی همچون «تئاتر معاصر ایران»، «زنان معاصر ایران»، «تغییرات جوانان ایران» و … کار کرده‌است. همچنین از سال ۱۹۹۶ مشغول ساخت فیلم‌های مستند است. او عضو انجمن مستندسازان ایران بوده و تاکنون مستندهای مختلفی دربارهٔ تاریخ ایران و مسائل اجتماعی ساخته‌است. نخستین تجربه فیلمسازی او در زمینه کارگردانی یک مجموعه مستند ده قسمتی دربارهٔ تاریخ ایران قبل از اسلام در سال ۱۳۷۵ است و از جمله دیگر مستندهای نادر داوودی، مستند «سیزده و نیم»، «رضا گمشده در زمان»، «کندلوس»، «عارف به توان دو» و مستند «سرخ، سفید و سبز» است.